# Orebić
Orebić ([ɔ̌rɛbitɕ]ⓘ) es una ciudad portuaria y municipio en el condado de Dubrovnik-Neretva, en Croacia. Está situada en la península de Pelješac. Orebić está separada de la ciudad de Kórchula, en la isla del mismo nombre, por un estrecho atravesado por servicios continuos de ferry.
Hay en la región una serie de importantes atracciones turísticas, como el monasterio franciscano de Nuestra Señora de los Ángeles o el monte de San Elías, localizado tras la ciudad, que ofrece buenas vistas de la isla de Korčula y el Adriático.

## Galería

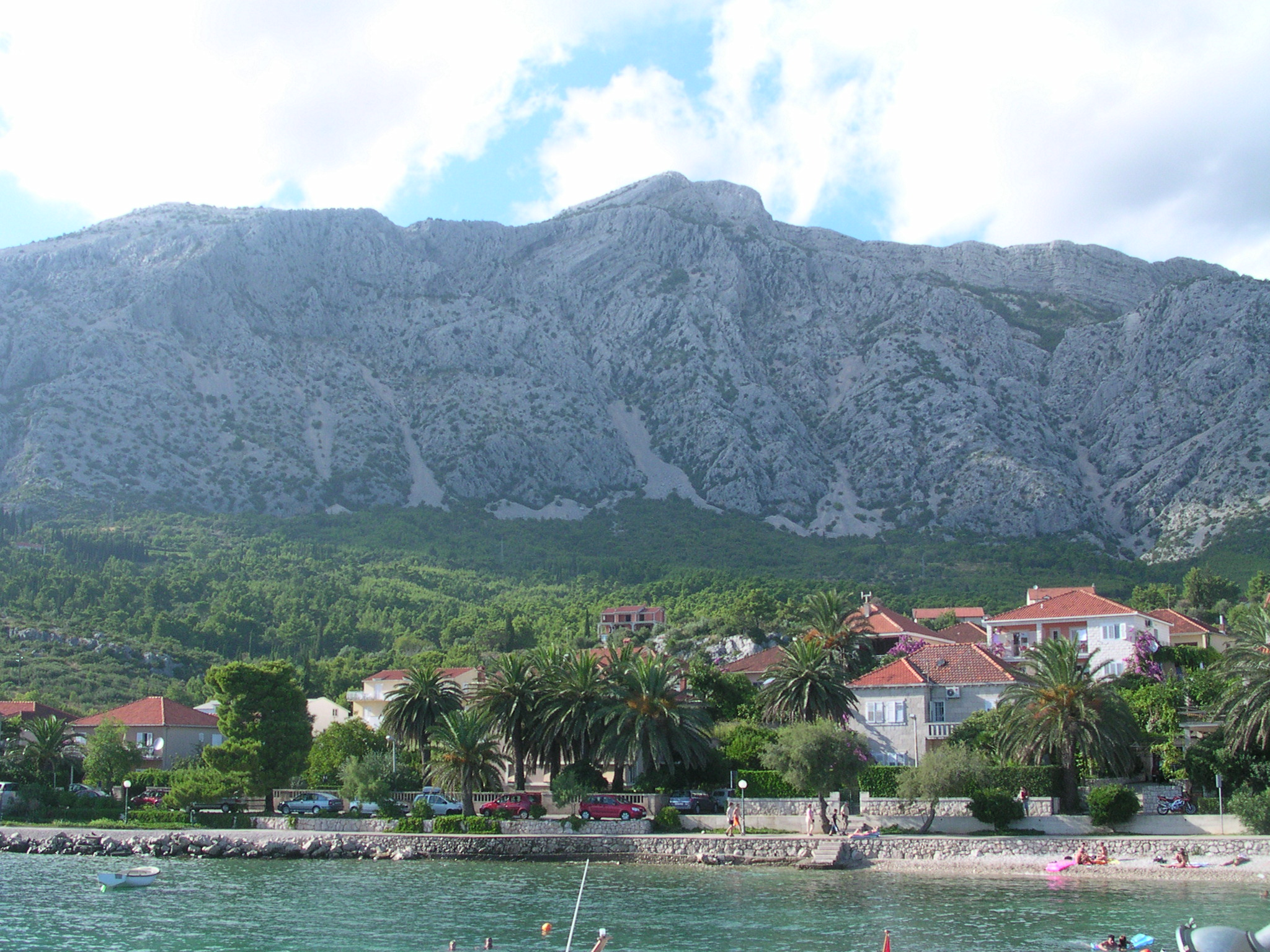
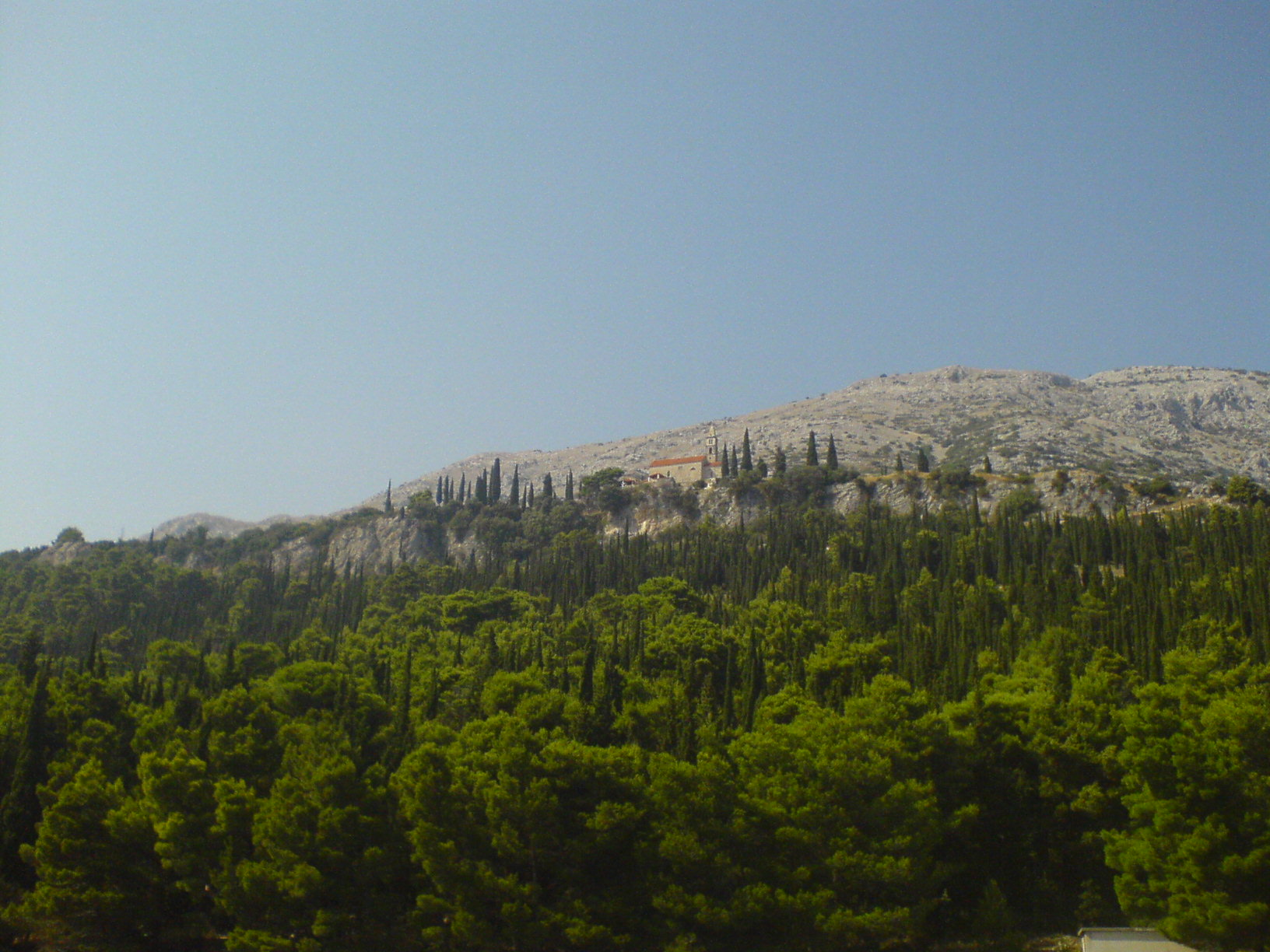
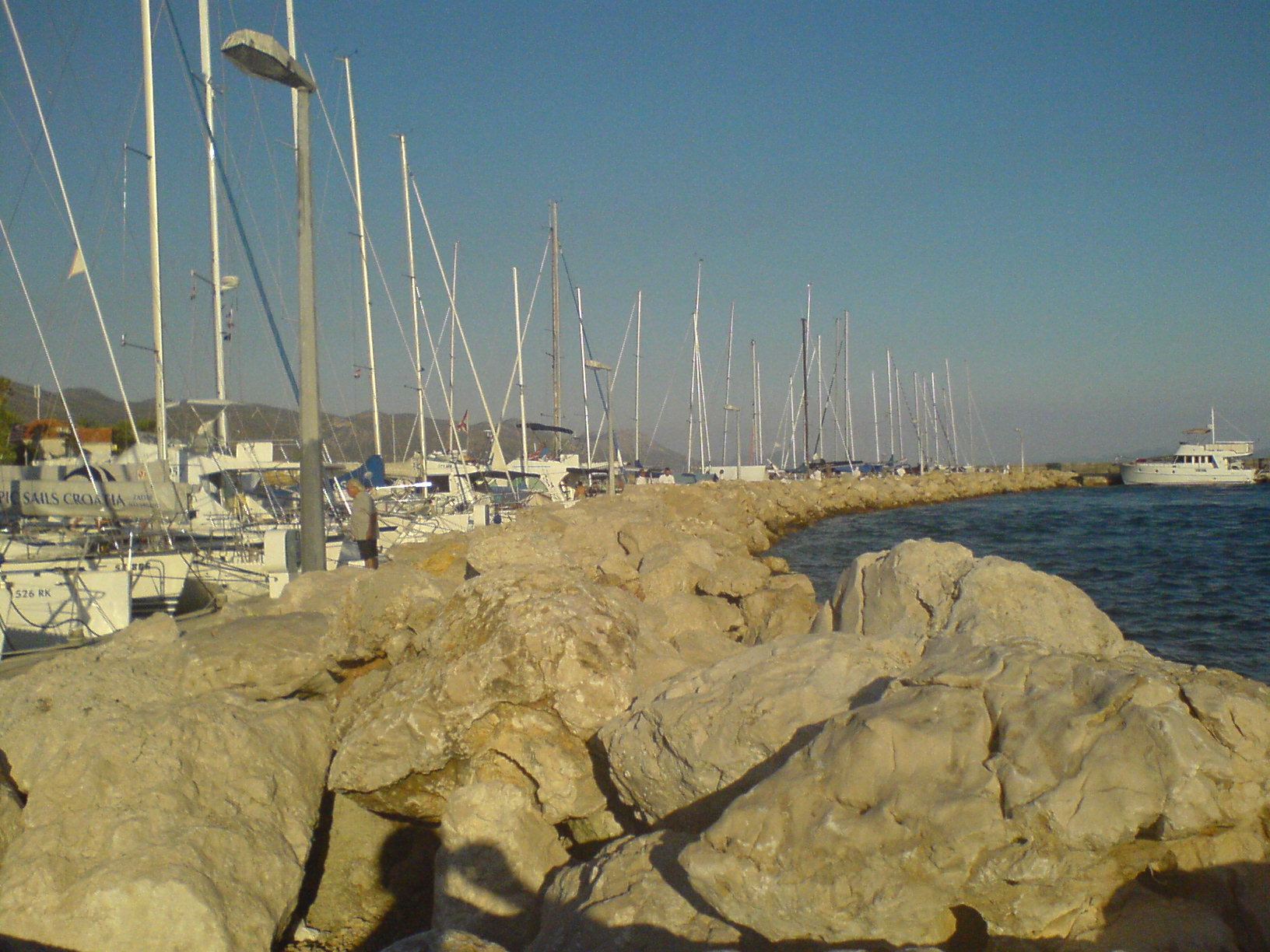
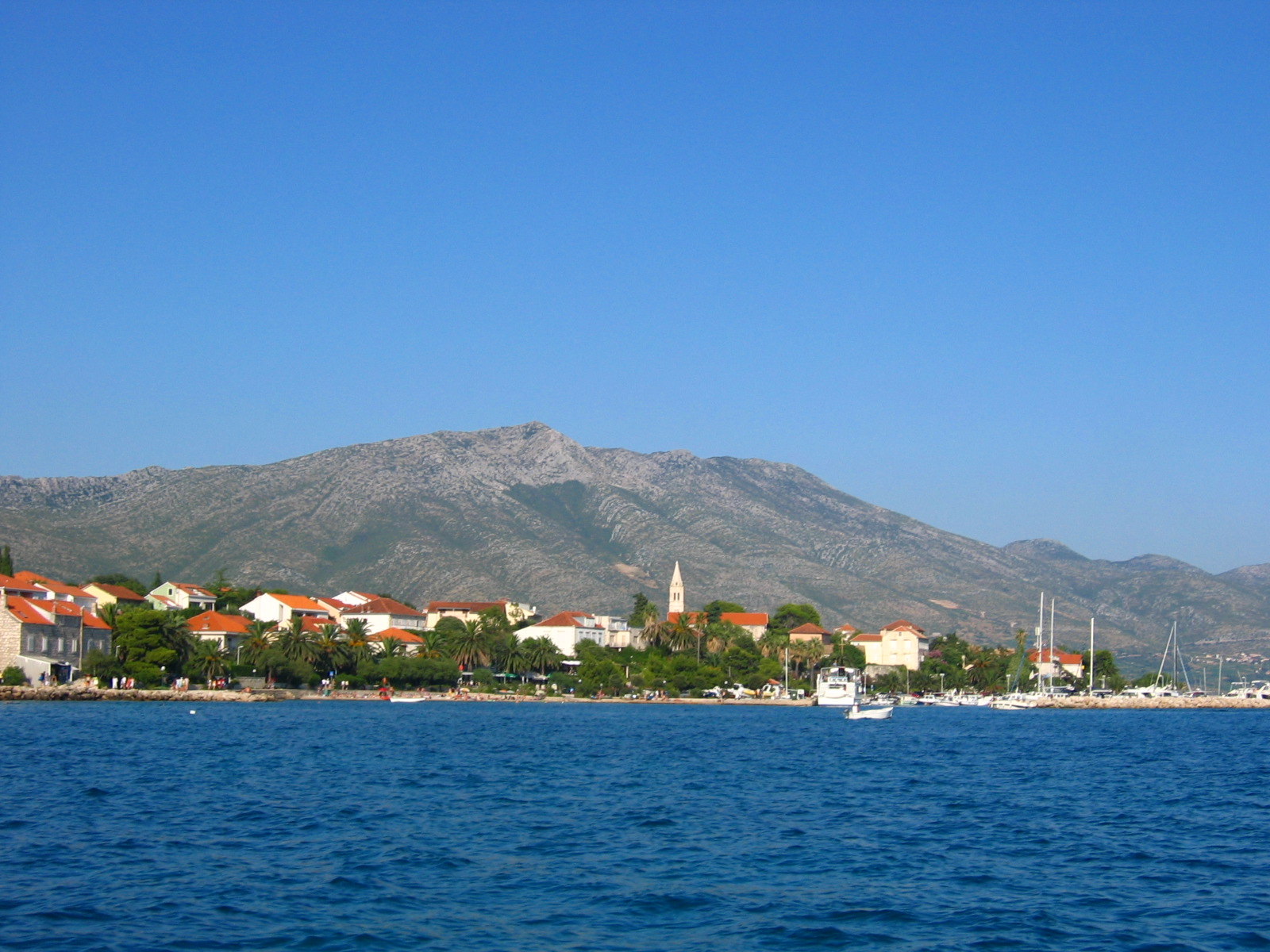
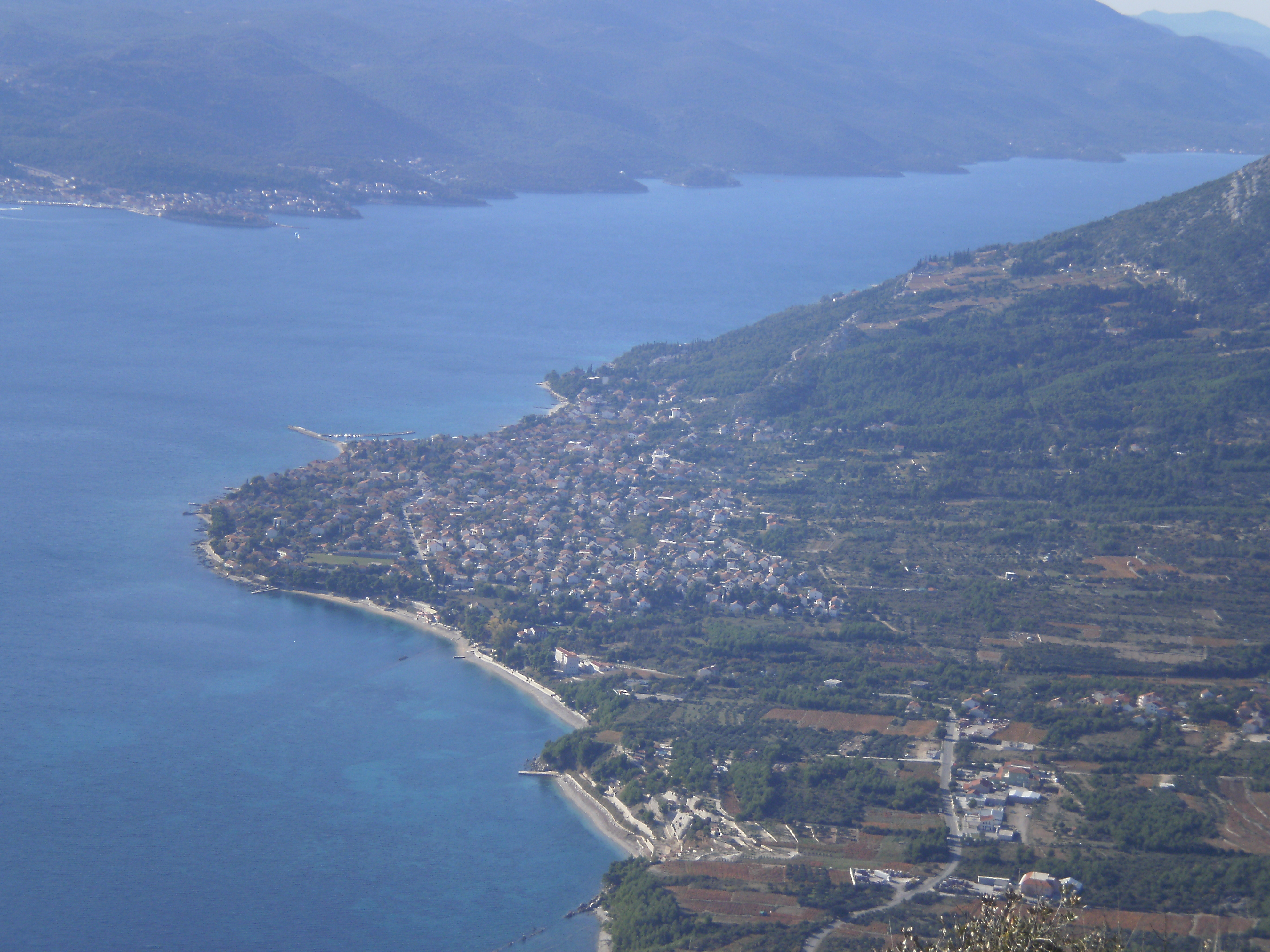
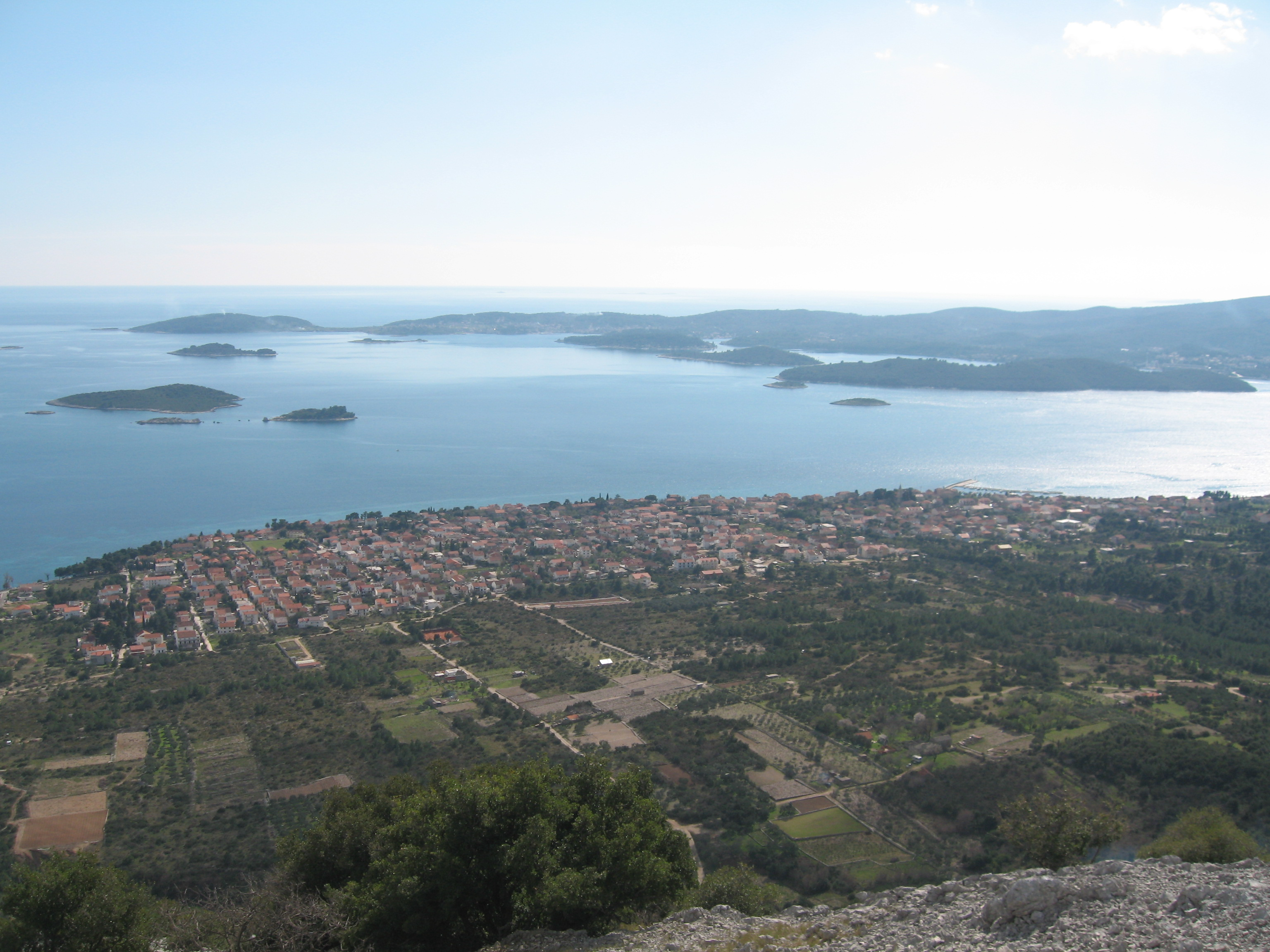
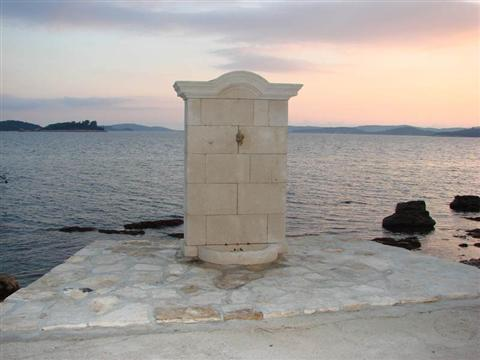
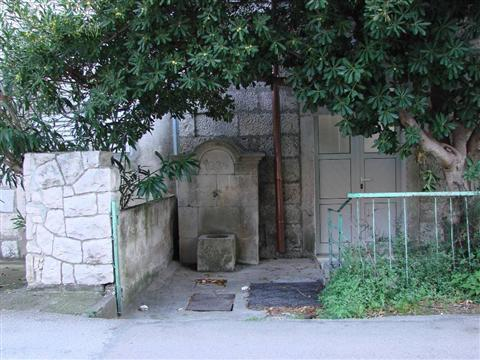
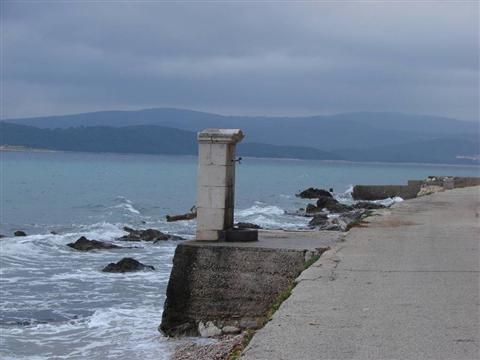
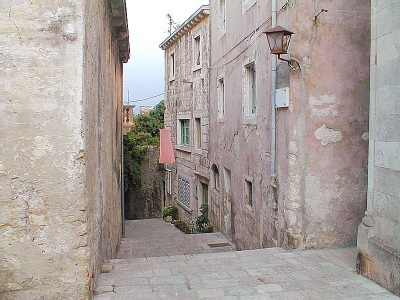
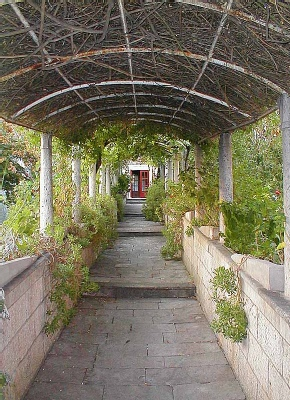
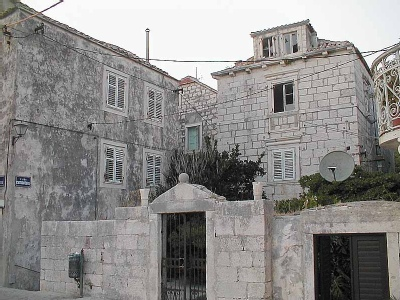
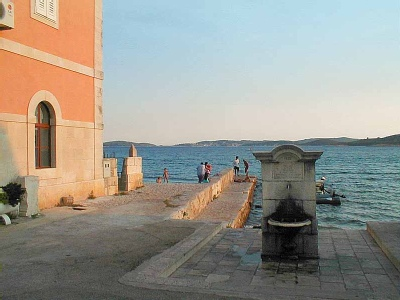
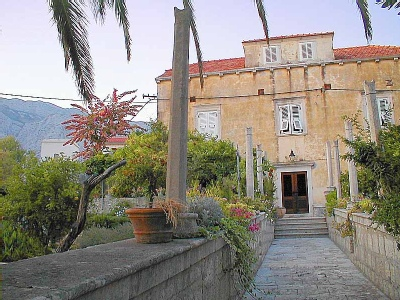
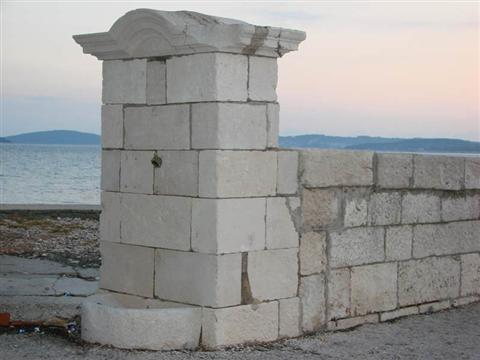
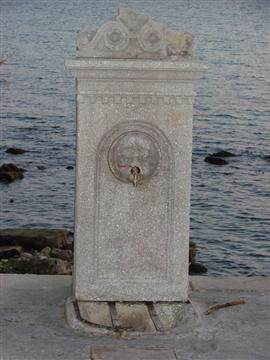
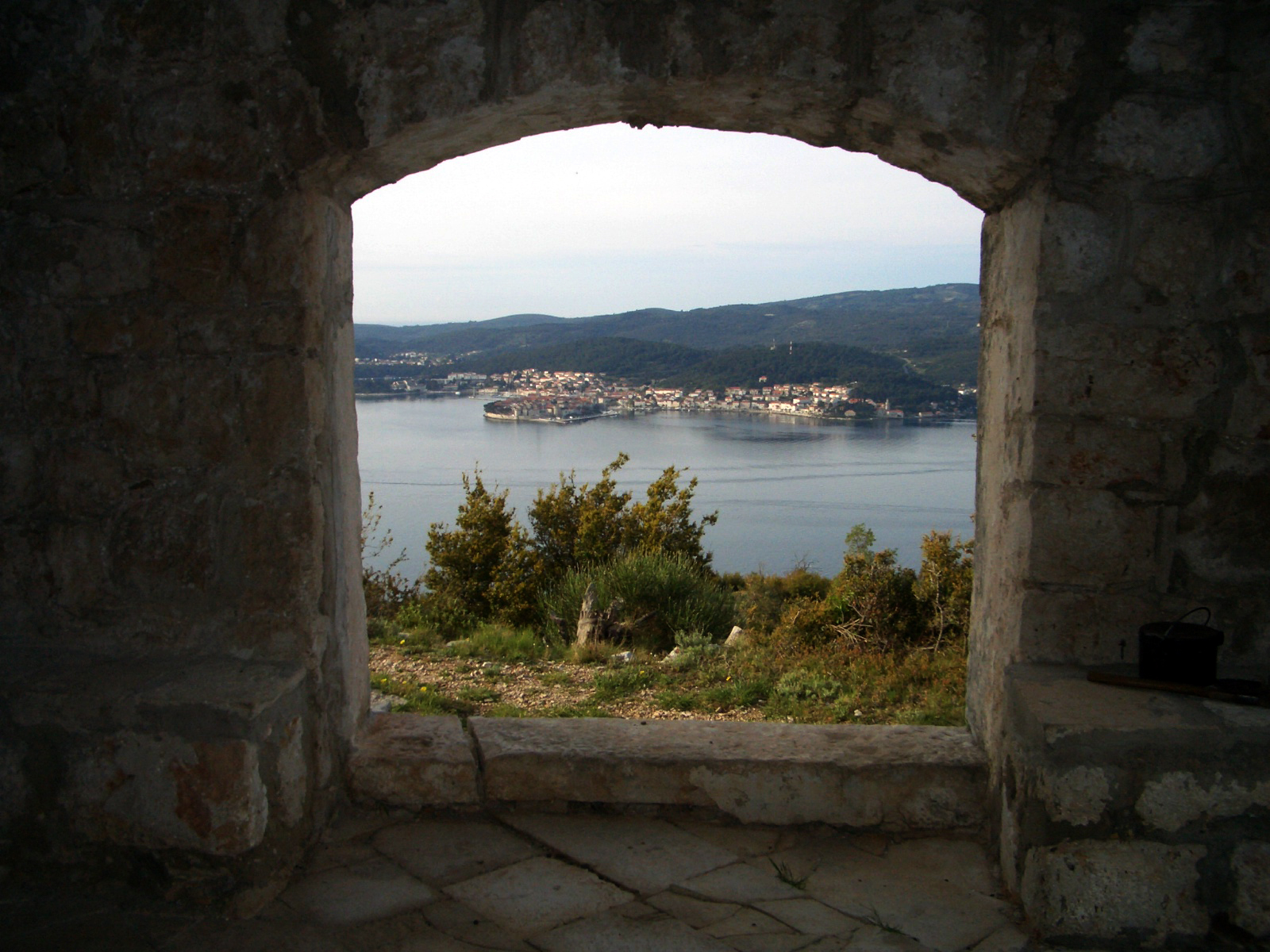
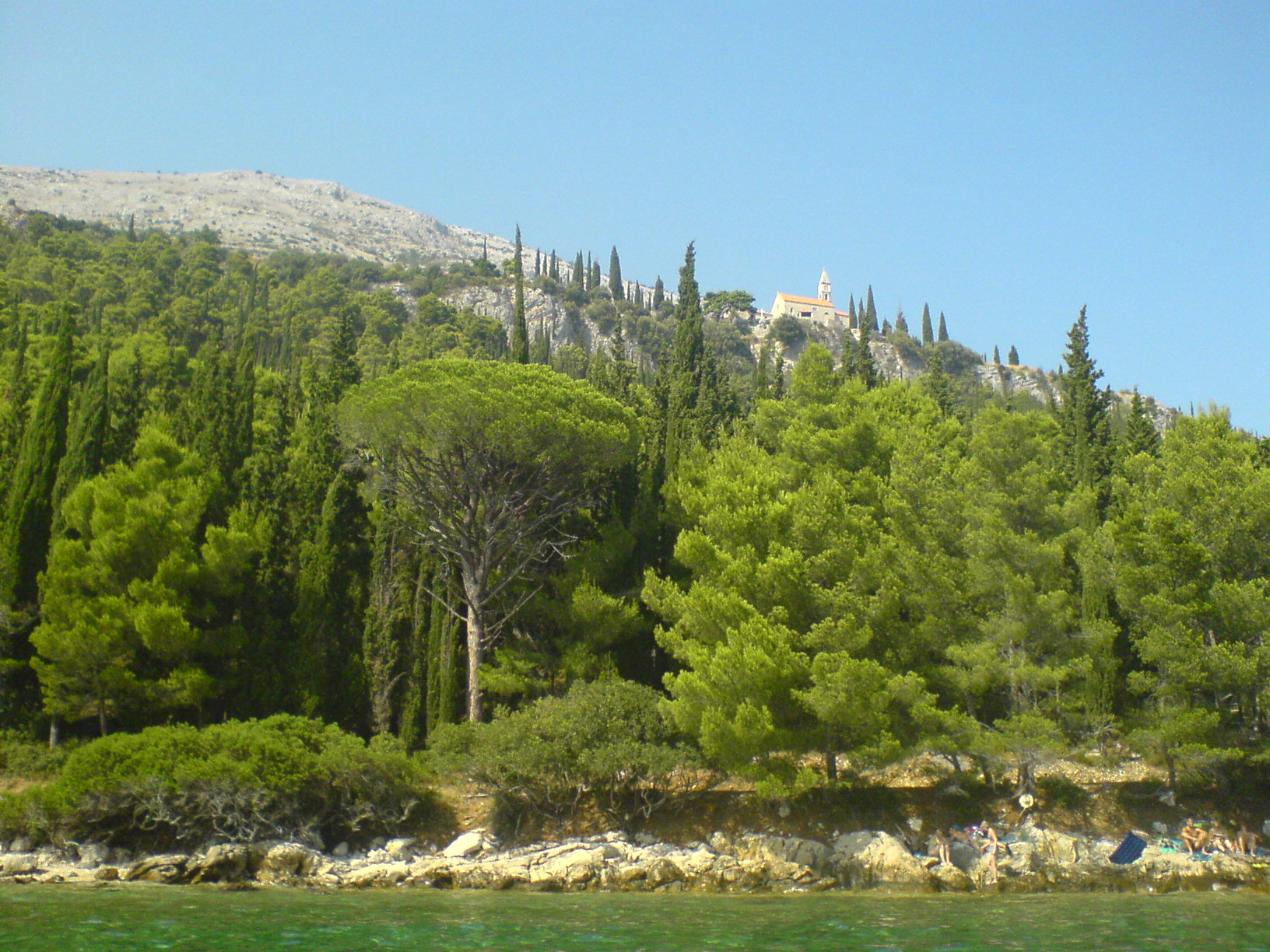
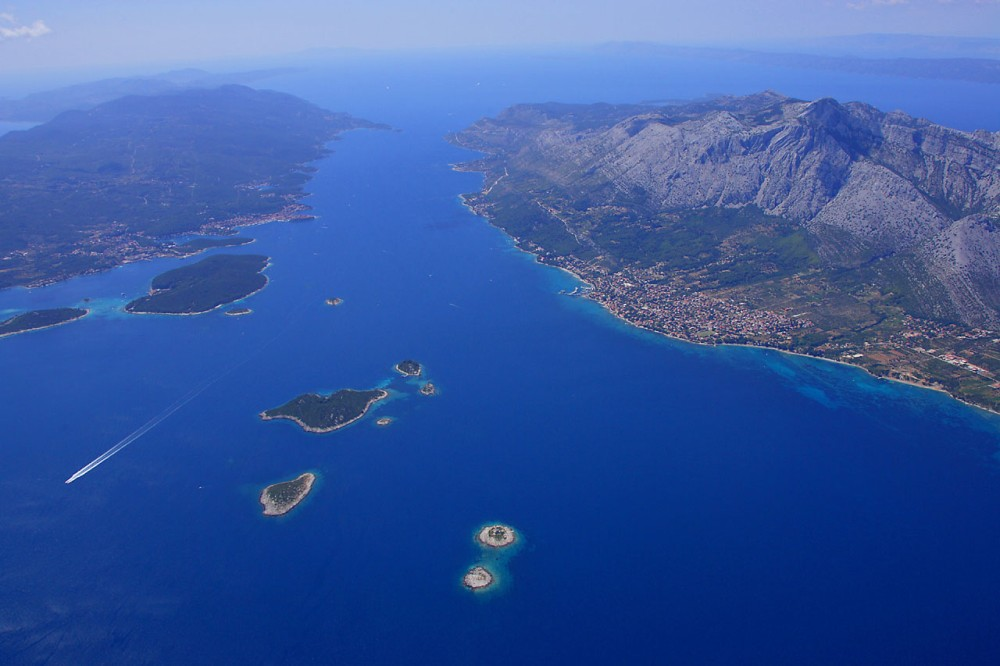
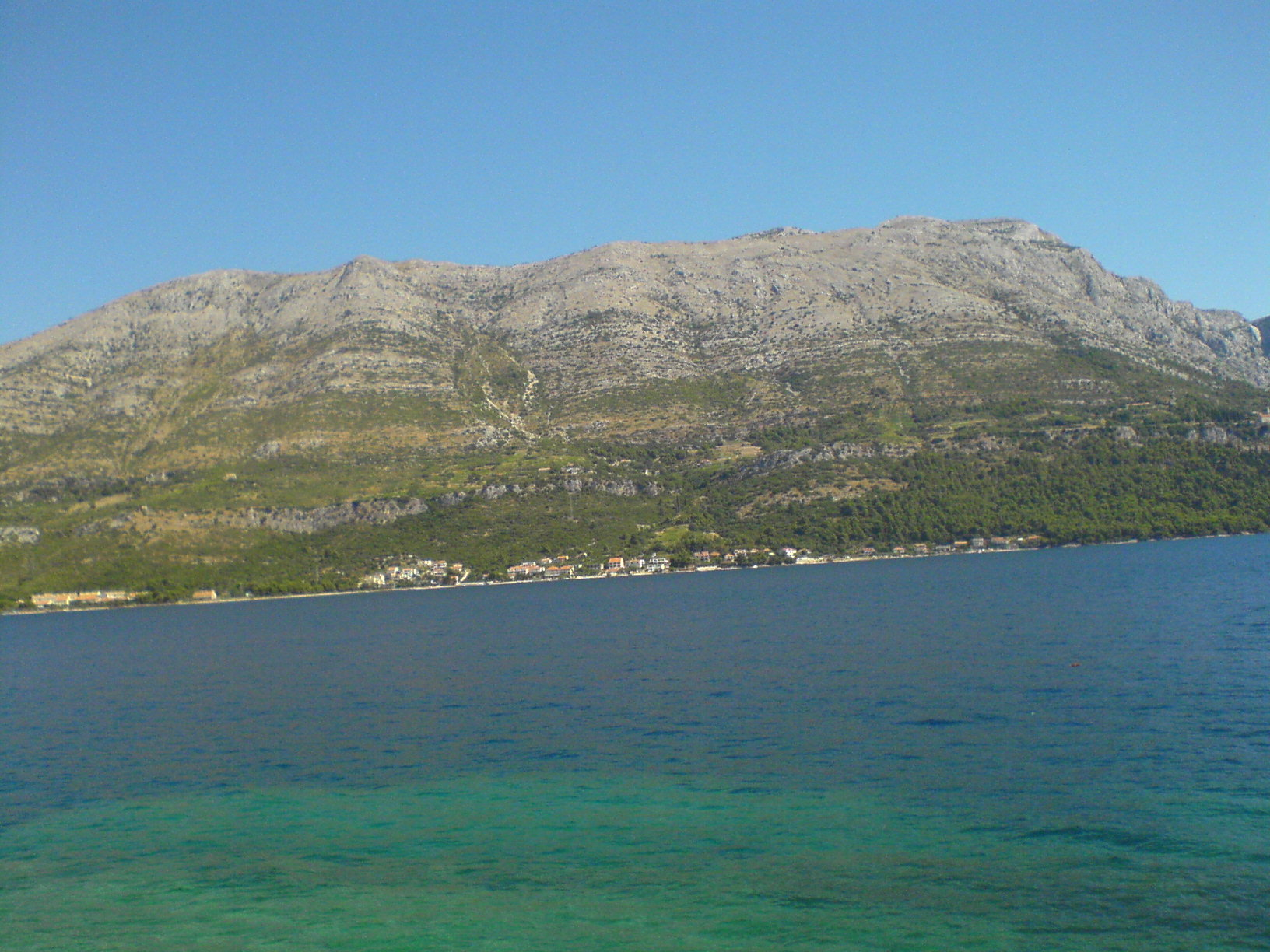

## Demografía
| Gráfica de evolución de Orebić entre 1857 y 2011 |
|                                                  |